# Auxa nigritarsis
Auxa nigritarsis är en skalbaggsart som beskrevs av Stefan von Breuning 1957. Auxa nigritarsis ingår i släktet Auxa och familjen långhorningar.
Artens utbredningsområde är Madagaskar. Inga underarter finns listade.